# Liste der Kulturdenkmale in Berlin-Alt-Hohenschönhausen

Lage von Alt-Hohenschönhausen in Berlin

In der Liste der Kulturdenkmale von Alt-Hohenschönhausen sind die Kulturdenkmale des Berliner Ortsteils Alt-Hohenschönhausen im Bezirk Lichtenberg aufgeführt.

## Denkmalbereiche (Ensembles)
| 09045463 | Hauptstraße 12, 42–44, 45–48 (Lage) | Dorfkern Hohenschönhausen Baudenkmale siehe: Hauptstraße 42, 43, 44 | |                     |
| 09045463 | Hauptstraße 12, 42–44, 45–48 (Lage) | Dorfkern Hohenschönhausen Baudenkmale siehe: Hauptstraße 42, 43, 44 | Weitere Bestandteile des Ensembles: |                     |
| 09045463 | Hauptstraße 12, 42–44, 45–48 (Lage) | Dorfkern Hohenschönhausen Baudenkmale siehe: Hauptstraße 42, 43, 44 | 09045464 – Hauptstraße 12, Wohnhaus Fertigstellung: 1882 Entwurf und Ausführung: I. Schreiber; Bauherr: Hermann Alberndt (Lage) | Hauptstraße 12      |
| 09045463 | Hauptstraße 12, 42–44, 45–48 (Lage) | Dorfkern Hohenschönhausen Baudenkmale siehe: Hauptstraße 42, 43, 44 | 09045470 – Hauptstraße 45, Wohnhaus und Scheune Fertigstellung: um 1880 (Lage) | Hauptstraße 45      |
| 09045463 | Hauptstraße 12, 42–44, 45–48 (Lage) | Dorfkern Hohenschönhausen Baudenkmale siehe: Hauptstraße 42, 43, 44 | Scheune, um 1880 |                     |
| 09045463 | Hauptstraße 12, 42–44, 45–48 (Lage) | Dorfkern Hohenschönhausen Baudenkmale siehe: Hauptstraße 42, 43, 44 | 09045471 – Hauptstraße 46, Wohnhaus und Scheune Fertigstellung: Wohnhaus, um 1870 (Lage) | Hauptstraße 46      |
| 09045463 | Hauptstraße 12, 42–44, 45–48 (Lage) | Dorfkern Hohenschönhausen Baudenkmale siehe: Hauptstraße 42, 43, 44 | Scheune, um 1900 |                     |
| 09045463 | Hauptstraße 12, 42–44, 45–48 (Lage) | Dorfkern Hohenschönhausen Baudenkmale siehe: Hauptstraße 42, 43, 44 | 09045472 – Hauptstraße 47, Wohnhaus und Stallgebäude Fertigstellung: 1857 Bauherr: Christian Friedrich Ulfert (Lage) | Hauptstraße 47      |
| 09045463 | Hauptstraße 12, 42–44, 45–48 (Lage) | Dorfkern Hohenschönhausen Baudenkmale siehe: Hauptstraße 42, 43, 44 | Stallgebäude |                     |
| 09045463 | Hauptstraße 12, 42–44, 45–48 (Lage) | Dorfkern Hohenschönhausen Baudenkmale siehe: Hauptstraße 42, 43, 44 | 09045473 – Hauptstraße 48, Hofanlage mit Scheune und Stall Die Gebäude (Wohnhaus) und der eh. Stall (im 20. Jahrhundert zu einer Werkstatt umfunktioniert), wurden nach Plänen des Hamburger Architekten Kay Ehlers durch die Firma Allbau aus Siek im Zeitraum 2020/2021 zu einem Bildhaueratelier und Wohnung umgebaut. Fertigstellung: Wohnhaus um 1850 (Lage) | Hauptstraße 48      |
| 09045463 | Hauptstraße 12, 42–44, 45–48 (Lage) | Dorfkern Hohenschönhausen Baudenkmale siehe: Hauptstraße 42, 43, 44 | Scheune und Stall um 1900 |                     |
| 09045494 | Manetstraße 72/78, 82 (Lage)        | Wohnhäuser Baudenkmal siehe: Manetstraße 76                         | |                     |
| 09045494 | Manetstraße 72/78, 82 (Lage)        | Wohnhäuser Baudenkmal siehe: Manetstraße 76                         | Weitere Bestandteile des Ensembles: |                     |
| 09045494 | Manetstraße 72/78, 82 (Lage)        | Wohnhäuser Baudenkmal siehe: Manetstraße 76                         | 09045495 – Manetstraße 72/74, Doppelhaus mit Vorgarteneinfriedung errichtet von 1906 bis 1907, Umbau 1935 Entwurf, Ausführung und Bauherr: Johannes Küchenmeister (Lage) | Manetstraße 72/74   |
| 09045494 | Manetstraße 72/78, 82 (Lage)        | Wohnhäuser Baudenkmal siehe: Manetstraße 76                         | 09045498 – Manetstraße 78, Stadtvilla 1901 Ausführung: Wilhelm Trenner; Bauherr: Grunderwerbs- und Baugesellschaft zu Berlin (Lage) | Manetstraße 78      |
| 09045494 | Manetstraße 72/78, 82 (Lage)        | Wohnhäuser Baudenkmal siehe: Manetstraße 76                         | 09045499 – Manetstraße 82, Mietshaus mit Vorgarteneinfriedung Baubeginn 1901, Umbau 1933, um 1970 und um 1975 Entwurf und Ausführung: Lachmann und Zauber; Bauherr: Theodor Neumann (Lage) | Manetstraße 82      |
| 09045502 | Oberseestraße 50/60 (Lage)          | Landhäuser Baudenkmal siehe: Oberseestraße 58/60                    | |                     |
| 09045502 | Oberseestraße 50/60 (Lage)          | Landhäuser Baudenkmal siehe: Oberseestraße 58/60                    | Weitere Bestandteile des Ensembles: |                     |
| 09045502 | Oberseestraße 50/60 (Lage)          | Landhäuser Baudenkmal siehe: Oberseestraße 58/60                    | 09045505 – Oberseestraße 50/52, Landhaus Baubeginn 1933 Entwurf: W. Zemke; Bauherr: Käthe Hoehne (Lage) |                     |
| 09045502 | Oberseestraße 50/60 (Lage)          | Landhäuser Baudenkmal siehe: Oberseestraße 58/60                    | 09045506 – Oberseestraße 54/56, Landhaus Fertigstellung 1936 Bauherr: Eduard Vermander (Lage) | Oberseestraße 54–56 |

## Denkmalbereiche (Gesamtanlagen)
| Nr.      | Lage | Offizielle Bezeichnung                                                                                | Bestandteile / Beschreibung | Bild                                                          |
| -------- | --- | --- | --- | ------------------------------------------------------------- |
| 09045474 | Degnerstraße 22 Konrad-Wolf-Straße 14 (Lage)                                                                        | Löwenbrauerei                                                                                         | |                                                               |
| 09045474 | Degnerstraße 22 Konrad-Wolf-Straße 14 (Lage)                                                                        | Löwenbrauerei                                                                                         | Konrad-Wolf-Straße 14, Fabrikantenvilla und Einfriedung errichtet 1907, Umbau 1912 Entwurf, Ausführung: C. Eitner; Bauherr: Actienbrauerei Hohenschönhausen und Löwen-Brauerei (Lage) | Mälzerei                                                      |
| 09045474 | Degnerstraße 22 Konrad-Wolf-Straße 14 (Lage)                                                                        | Löwenbrauerei                                                                                         | Degnerstraße 22, Mälzereigebäude, heute Seniorenheim St. Albertus errichtet 1894, Umbau 1944, 1956, 1985 und 1994 Entwurf: G. Lüdicke; Ausführung: Hermann Raebel; Bauherr: Actienbrauerei Hohenschönhausen und Löwen-Brauerei (Lage)                                                                             | Mälzerei                                                      |
| 09045474 | Degnerstraße 22 Konrad-Wolf-Straße 14 (Lage)                                                                        | Teilverlust: Löwenbrauerei-Mälzerei                                                                   | Mitte der 1990er wurden Teile der Mälzerei abgerissen und der Rest zu einem Seniorenheim umgebaut |                                                               |
| 09045483 | Konrad-Wolf-Straße 31–32 (Lage)                                                                                     | Kapelle, Verwaltungsgebäude und Friedhofsmauer auf dem Friedhof der St.-Pius- und St.-Hedwig-Gemeinde | Kapelle, errichtet 1906 bis 1907 Entwurf: Adolf Bürckner; Ausführung: Hermann Bunning und August Menken; Bauherr: Kirchenvorstand von St. Hedwig und St. Pius Umbau 1932, 1967 und 1984 (siehe auch Gartendenkmal Ehrenhain für belgische, holländische und sowjetische Kriegsopfer)                              | Kapelle                                                       |
| 09045483 | Konrad-Wolf-Straße 31–32 (Lage)                                                                                     | Kapelle, Verwaltungsgebäude und Friedhofsmauer auf dem Friedhof der St.-Pius- und St.-Hedwig-Gemeinde | Verwaltungsgebäude | Verwaltung                                                    |
| 09045483 | Konrad-Wolf-Straße 31–32 (Lage)                                                                                     | Kapelle, Verwaltungsgebäude und Friedhofsmauer auf dem Friedhof der St.-Pius- und St.-Hedwig-Gemeinde | Friedhofsmauer |                                                               |
| 09045484 | Konrad-Wolf-Straße 33–36 (Lage)                                                                                     | Friedhof der St.-Marcus- und St.-Andreas-Gemeinde                                                     | Kapelle, errichtet 1886–1887; Friedhof angelegt 1880 bis 1890, Entwurf: Gustav Knoblauch; Ausführung: Knoblauch und Wex; Bauherr: Kirchenräte von St. Marcus und St. Andreas | Eingang                                                       |
| 09045484 | Konrad-Wolf-Straße 33–36 (Lage)                                                                                     | Friedhof der St.-Marcus- und St.-Andreas-Gemeinde                                                     | Verwaltungsgebäude | Eingang                                                       |
| 09045484 | Konrad-Wolf-Straße 33–36 (Lage)                                                                                     | Friedhof der St.-Marcus- und St.-Andreas-Gemeinde                                                     | Friedhofsgärtnerhaus |                                                               |
| 09045484 | Konrad-Wolf-Straße 33–36 (Lage)                                                                                     | Friedhof der St.-Marcus- und St.-Andreas-Gemeinde                                                     | Umfassungsmauer |                                                               |
| 09045488 | Suermondtstraße 56–64 Am Faulen See 1–11, 13/19, 20–24 Degnerstraße 43/51, 55/59 Niehofer Straße 1–18, 20 (Lage)    | Wohnanlage                                                                                            | 2 Wohnzeilen, errichtet 1929 Entwurf: Hermann Dernburg; Ausführung: Otto Düwe; Bauherr: Ludwig Winterberg |                                                               |
| 09045488 | Suermondtstraße 56–64 Am Faulen See 1–11, 13/19, 20–24 Degnerstraße 43/51, 55/59 Niehofer Straße 1–18, 20 (Lage)    | Wohnanlage                                                                                            | Wohnblock mit Gartenfläche |                                                               |
| 09045490 | Werneuchener Straße 25–28 Große Leege-Straße 26–30 Küstriner Straße 67–69 Wriezener Straße 6–9 (Lage)               | Pestalozzi-Oberschule mit Turnhalle (heute Manfred-von-Ardenne-Schule)                                | errichtet 1955 bis 1957 Entwurf: Entwurfsbüro Hochbau II Groß-Berlin; Sgraffito: Gottfried Richter; Bauherr: Rat des Stadtbezirks Weißensee | Pestalozzi-Oberschule                                         |
| 09045490 | Werneuchener Straße 25–28 Große Leege-Straße 26–30 Küstriner Straße 67–69 Wriezener Straße 6–9 (Lage)               | Pestalozzi-Oberschule mit Turnhalle (heute Manfred-von-Ardenne-Schule)                                | Turnhalle | Turnhalle Pestalozzi-Oberschule                               |
| 09045500 | Indira-Gandhi-Straße 75–98 (Lage)                                                                                   | BVB-Busbahnhof                                                                                        | |                                                               |
| 09045500 | Indira-Gandhi-Straße 75–98 (Lage)                                                                                   | BVB-Busbahnhof                                                                                        | Wasch- und Revisionshalle errichtet 1959 bis 1966 Entwurf: N. Ruhe Umbau nach 1990 | Betriebshof Indira-Gandhi-Straße                              |
| 09045500 | Indira-Gandhi-Straße 75–98 (Lage)                                                                                   | BVB-Busbahnhof                                                                                        | Busreparaturhalle errichtet 1959 bis 1966 Entwurf: Kollektiv G. Franke, K. Reitzig und R. Knippel Umbau nach 1990 | Bild gesucht BW                                               |
| 09045501 | Konrad-Wolf-Straße 83–84 Simon-Bolivar-Straße 1 (Lage)                                                              | Zuckerwarenfabrik, Fabrikgebäude                                                                      | errichtet 1908 Entwurf: C. Eitner; Ausführung: Paul Schreiber; Bauherr: Georg Lembke Entwürfe für Umbau und Erweiterungen: 1913 von Otto Besse, 1926 von Joseph Fraenkel, 1928 von Karl Stodieck | Zuckerwarenfabrik                                             |
| 09045501 | Konrad-Wolf-Straße 83–84 Simon-Bolivar-Straße 1 (Lage)                                                              | Denkmalverlust: Maschinen- und Heizhaus mit Schornstein                                               | 2010 erfolgte Abriss des Heizhauses im Zuge der Renovierung |                                                               |
| 09045511 | Weißenseer Weg 53 Fritz-Lesch-Straße (Lage)                                                                         | Sportforum Berlin                                                                                     | Dynamo Sporthalle, errichtet 1955 bis 1958, Entwurf: Kollektiv unter Leitung von Walter Schmidt; Ausführung: VEB Industriebau Berlin; künstlerische Wandflächen von Wolfgang Frankenstein; Plastiken: G. Weidanz und Waldemar Grzimek; Bauherr: Ministerium des Innern und Ministerium für Staatssicherheit (DDR) | Dynamohalle                                                   |
| 09045511 | Weißenseer Weg 53 Fritz-Lesch-Straße (Lage)                                                                         | Sportforum Berlin                                                                                     | künstlerische Wandflächen von Wolfgang Frankenstein |                                                               |
| 09045511 | Weißenseer Weg 53 Fritz-Lesch-Straße (Lage)                                                                         | Sportforum Berlin                                                                                     | Plastiken von Gustav Weidanz und Waldemar Grzimek |                                                               |
| 09045511 | Weißenseer Weg 53 Fritz-Lesch-Straße (Lage)                                                                         | Sportforum Berlin                                                                                     | Turnhalle mit Verbindungsgang errichtet 1957 bis 1960 |                                                               |
| 09045511 | Weißenseer Weg 53 Fritz-Lesch-Straße (Lage)                                                                         | Sportforum Berlin                                                                                     | Eingangspavillon und Leuchten |                                                               |
| 09045512 | Suermondtstraße 38–55 (Lage)                                                                                        | Wohnanlage                                                                                            | errichtet 1927 Entwurf: Max Werner; Ausführung: G. und C. Gause und Hallsieg Baugesellschaft mbH; Bauherr: Pankower Heimstätten GmbH |                                                               |
| 09045866 | Dingelstädter Straße 3–5, 8–48A, 49A–91 Allendorfer Weg 41–48 Witzenhauser Straße 36–54 (Lage)                      | Wohnsiedlung („Di Ki Fa“-Siedlung Dingelstädter Straße)                                               | 15 Reihenhauszeilen; errichtet von 1926 bis 1930 Entwurf: Richard Reiche | Siedlung Dingelstädter Straße                                 |
| 09045866 | Dingelstädter Straße 3–5, 8–48A, 49A–91 Allendorfer Weg 41–48 Witzenhauser Straße 36–54 (Lage)                      | Wohnsiedlung („Di Ki Fa“-Siedlung Dingelstädter Straße)                                               | 9 Mehrfamilienhäuser; errichtet von 1926 bis 1930 Entwurf: Richard Reiche | Siedlung Dingelstädter Straße                                 |
| 09045867 | Genslerstraße 66 Lichtenauer Straße (Lage)                                                                          | ehem. Untersuchungshaftanstalt des Ministeriums für Staatssicherheit der DDR                          | ehem. Großküche der NS-Volkswohlfahrt, 1938–1942 1945–1946 Speziallager des NKWD 1946–1951 sowjetisches Untersuchungsgefängnis 1952–1989 Zentrale Untersuchungshaftanstalt des MfS Bauherr: Richard Heike | Gedenkstätte Hohenschönhausen · Gedenkstätte Hohenschönhausen |
| 09045867 | Genslerstraße 66 Lichtenauer Straße (Lage)                                                                          | ehem. Untersuchungshaftanstalt des Ministeriums für Staatssicherheit der DDR                          | Fabrikzeile | Gedenkstätte Hohenschönhausen                                 |
| 09045867 | Genslerstraße 66 Lichtenauer Straße (Lage)                                                                          | ehem. Untersuchungshaftanstalt des Ministeriums für Staatssicherheit der DDR                          | Zellen- und Vernehmungstrakt, 1958–1960 | Gedenkstätte Hohenschönhausen                                 |
| 09045867 | Genslerstraße 66 Lichtenauer Straße (Lage)                                                                          | ehem. Untersuchungshaftanstalt des Ministeriums für Staatssicherheit der DDR                          | Außenzellen |                                                               |
| 09045867 | Genslerstraße 66 Lichtenauer Straße (Lage)                                                                          | ehem. Untersuchungshaftanstalt des Ministeriums für Staatssicherheit der DDR                          | 3 Wachtürme | Gedenkstätte Hohenschönhausen                                 |
| 09045867 | Genslerstraße 66 Lichtenauer Straße (Lage)                                                                          | ehem. Untersuchungshaftanstalt des Ministeriums für Staatssicherheit der DDR                          | Eingangstor | Gedenkstätte Hohenschönhausen                                 |
| 09045868 | Große-Leege-Straße 60–82 Goeckestraße 11–23 Simon-Bolivar-Straße 11–13A, 42A–43E Strausberger Straße 12A–13C (Lage) | Wohnanlage Flußpferdhof                                                                               | Block 'A' – 4 Wohnzeilen errichtet von 1928 bis 1932, Umbau 1953–1954 und 1987–1988 Entwurf: Mebes und Emmerich (siehe auch Gartendenkmal Vorgärten und Gartenhöfe der Wohnsiedlung Flußpferdhof) (Lage) | Siedlung Flußpferdhof                                         |
| 09045868 | Große-Leege-Straße 60–82 Goeckestraße 11–23 Simon-Bolivar-Straße 11–13A, 42A–43E Strausberger Straße 12A–13C (Lage) | Wohnanlage Flußpferdhof                                                                               | Block 'B' – 4 Wohnzeilen mit Kopfbauten errichtet von 1932 bis 1934; Entwurf: Hans Lehmann-Borges; Ausführung: Deutsche Bauhütte GmbH; Bauherr: Gemeinnützige Wohnungsbau-AG Groß-Berlin; Umbau 1950 und 1990 bis 1995; Ausführung: Carl Schmidt (Lage)                                                           |                                                               |
| 09045869 | Indira-Gandhi-Straße 66–69 (Lage)                                                                                   | ehem. Kindl-Brauerei                                                                                  | Sudhaus errichtet 1895 und 1929 Entwurf: Hans Claus und Richard Schepke | ehem. Kindl-Brauerei                                          |
| 09045869 | Indira-Gandhi-Straße 66–69 (Lage)                                                                                   | ehem. Kindl-Brauerei                                                                                  | Mälzerei, Abriss geplant | Mälzerei-Gebäude, rechts vom Sudhaus stehend                  |
| 09045869 | Indira-Gandhi-Straße 66–69 (Lage)                                                                                   | ehem. Kindl-Brauerei                                                                                  | Verwaltungsgebäude |                                                               |

## Baudenkmale
| Nr.      | Lage                                                                                           | Offizielle Bezeichnung                                                                              | Beschreibung | Bild                               |
| -------- | ---------------------------------------------------------------------------------------------- | --------------------------------------------------------------------------------------------------- | --- | ---------------------------------- |
| 09045466 | Hauptstraße 33 (Lage)                                                                          | Hofanlage, Wohnhaus, Scheune, Wirtschaftsgebäude, Toreinfahrt und Hofpflasterung                    | Hofanlage und Wohnhaus errichtet 1896 Entwurf und Ausführung: Paul Schreiber; Bauherr: Hermann Schulz | Hauptstraße 33                     |
| 09045466 | Hauptstraße 33 (Lage)                                                                          | Hofanlage, Wohnhaus, Scheune, Wirtschaftsgebäude, Toreinfahrt und Hofpflasterung                    | Scheune 1887, Wirtschaftsgebäude 1890 |                                    |
| 09045467 | Hauptstraße 42 (Lage)                                                                          | Taborkirche                                                                                         | Dorfkirche und Einfriedung des Dorfkirchhofes Bestandteil des Ensembles: Dorfkern Hohenschönhausen Kirche mit Innenausstattung und Chor, errichtet im 13. Jahrhundert, Kirchenschiff im 15. Jahrhundert, Anbauten 1905 | Taborkirche                        |
| 09045467 | Hauptstraße 42 (Lage)                                                                          | Taborkirche                                                                                         | Innenausstattung | Teil der Innenausstattung          |
| 09045468 | Hauptstraße 43 (Lage)                                                                          | Dorfschule Bestandteil des Ensembles: Dorfkern Hohenschönhausen                                     | Fertigstellung um 1890 | Dorfschule                         |
| 09045469 | Hauptstraße 44 (Lage)                                                                          | Gutshaus, sogenanntes Schloss Hohenschönhausen Bestandteil des Ensembles: Dorfkern Hohenschönhausen | Fertigstellung um 1690, Umbauten 1775, 1892–1893, 1932 und um 1950 | Schloss Hohenschönhausen           |
| 09045475 | Bahnhofstraße 7–9 (Lage)                                                                       | Maschinenfabrik Richard Heike, Fabrikhalle                                                          | Baubeginn 1922, Umbau 1928 und 1935 Entwurf: Richard Reiche; Ausführung: Heinrich Zech; Bauherr: Richard Heike | Fabrikhalle                        |
| 09045476 | Freienwalder Straße 16 (Lage)                                                                  | Maschinenfabrik Richard Heike, Lagergebäude                                                         | Baubeginn 1916 Entwurf: Richard Opitz; Bauherr: Richard Heike | Lagergebäude                       |
| 09045476 | Freienwalder Straße 16 (Lage)                                                                  | Maschinenfabrik Richard Heike, Lagergebäude                                                         | Innenumbau, 1922 von Ittelson und Neuenstein |                                    |
| 09045477 | Freienwalder Straße 17 (Lage)                                                                  | Villa Heike, Verwaltungsgebäude der Maschinenfabrik Richard Heike                                   | errichtet 1910 bis 1911 Entwurf: Richard Lotts; Ausführung: R. Feldhagen, Schneider, Winkel und Grabow; Bauherr: Richard Heike | Freienwalder Straße 17             |
| 09045478 | Große-Leege-Straße 56–59 Küstriner Straße 37–39 Sandinostraße 11–14 Verdener Gasse 2/14 (Lage) | Wohnanlage                                                                                          | errichtet 1926 bis 1929 Entwurf: Walter Hämer; Ausführung: Elbe und Ludwig GmbH; Bauherr: Wilmersdorfer Hochbau AG; Entwurf für Umbau: 1941 von Werner Ebel | Wohnanlage                         |
| 09045479 | Große-Leege-Straße 97–98 (Lage)                                                                | Fabrik, Bürogebäude und Wohnhaus                                                                    | Wohnhaus, errichtet 1913, Fabrik und Bürogebäude 1922 bis 1924 Bauherr: H. Frohloff und Eugen Wollermann. Als Fabriken waren an diesem Standort präsent: Obstverwertungsanlage Alfred Dehnke & Co (Nr. 97 und 98) sowie die Konservenfabrik Germania (Nr. 98). Im Jahr 1943 stellte die Likörfabrik C. A. F. Kahlbaum ihre Spirituosen in dem Baukomplex her, der über einen Bahnanschluss verfügte. – Das Gebäude wird seit den 1990er Jahren von einer Versicherung und von weiteren kleinen Dienstleistungsunternehmen genutzt. | Fabrikgebäude                      |
| 09045479 | Große-Leege-Straße 97–98 (Lage)                                                                | Fabrik, Bürogebäude und Wohnhaus                                                                    | Bürogebäude | eh. Verwaltungsbau der Likörfabrik |
| 09045479 | Große-Leege-Straße 97–98 (Lage)                                                                | Fabrik, Bürogebäude und Wohnhaus                                                                    | Fabrik | Teil der Fabrik, hofseitig gesehen |
| 09045482 | Ferdinand-Schultze-Straße 125 Gärtnerstraße Rhinstraße (Lage)                                  | Friedhofskapelle                                                                                    | Fertigstellung um 1910 Bauherr: Gemeinde Hohenschönhausen | Friedhofskapelle                   |
| 09045485 | Konrad-Wolf-Straße 70 (Lage)                                                                   | Wohnhaus mit Einfriedung                                                                            | Fertigstellung 1886 Entwurf: H. R. Remus; Ausführung: Wilhelm Allruf und R. Schiele; Bauherr: R. Schiele Umbau 1912, 1926 und 1985 | Konrad-Wolf-Straße 70              |
| 09045486 | Orankestraße 30 (Lage)                                                                         | Vorstadtvilla                                                                                       | Fertigstellung 1895, Umbau 1899 und 1929 Ausführung: G. Förder; Bauherr: Rössel |                                    |
| 09045487 | Orankestraße 84 (Lage)                                                                         | Wohnhaus, Landhaus, Wirtschaftsgebäude, Einfriedung und Zaun                                        | Wohnhaus, Baubeginn 1893 Entwurf: Körner; Bauherr: Runge Umbau 1896, 1900, 1908 und um 1993 | Orankestraße 84                    |
| 09045487 | Orankestraße 84 (Lage)                                                                         | Wohnhaus, Landhaus, Wirtschaftsgebäude, Einfriedung und Zaun                                        | Wirtschaftsgebäude | Orankestraße 84 - Nebengebäude     |
| 09045489 | Waldowstraße 20 (Lage)                                                                         | Wasserturm und Pumpwerk                                                                             | errichtet 1899 bis 1902 Entwurf: Otto Intze; Ausführung: Firma Erich Merten und Knauff; Bauherr: Grunderwerbs- und Baugesellschaft Berlin Umbau 1933 und 1986 | Wasserturm                         |
| 09045491 | Wriezener Straße 2–3 (Lage)                                                                    | Mietshaus                                                                                           | Fertigstellung 1909 Entwurf: J. Ludwig; Bauherr: Gustav Foge | Wriezener Straße 2                 |
| 09045492 | Küstriner Straße 7–8A (Lage)                                                                   | Fabrik                                                                                              | Fertigstellung 1928 Entwurf: Reinhold Mittmann; Bauherr: F. Bernhardt Umbau 1968, Bauherr: H. Fleischer | Küstriner Straße 7–8A              |
| 09045493 | Malchower Weg 2 Wartenberger Straße 15/17 (Lage)                                               | Stehbierhalle (Restaurant zum Lindengarten)                                                         | errichtet 1913–1914 Entwurf: Otto Besse; Bauherr: Paul Schreiber Umbau nach 1950 |                                    |
| 09045497 | Manetstraße 76 (Lage)                                                                          | Mietshaus mit Vorgarteneinfriedung Bestandteil des Ensembles: Manetstraße                           | Baubeginn 1907, Umbau 1919 Entwurf und Ausführung: Wilhelm Daubitz; Bauherr: Albert Gärtner | Manetstraße 76                     |
| 09045503 | Oberseestraße 58/60 (Lage)                                                                     | Haus Lemke Bestandteil des Ensembles: Oberseestraße                                                 | Baubeginn 1932 Entwurf: Ludwig Mies van der Rohe; Bauherr: Martha und Karl Lemke Umbau 1962, 1978 und 1982 | Villa Lemke                        |
| 09045504 | Oberseestraße 76 (Lage)                                                                        | Wohnhaus mit Einfriedung                                                                            | Baubeginn 1909, Umbau 1912 Entwurf und Ausführung: Gebrüder Wunsch, Otto Spei | Oberseestraße 76                   |
| 09045510 | Roedernstraße 69–72 (Lage)                                                                     | Gemeindedoppelschule, Roedernschule (heute Obersee-Grundschule)                                     | Baubeginn: 1912, 1970er Anbau Entwurf und Ausführung:Carl James Bühring | Roedernschule                      |
| 09045513 | Oberseestraße 101/109 Konrad-Wolf-Straße 15–16 (Lage)                                          | Wohnanlage                                                                                          | Baubeginn 1927 Entwurf: Paul Ludwig Schulte; Ausführung: Ernst Spar; Bauherr: Paul Schreiber und Ernst Spar | Wohnanlage                         |

## Gartendenkmale
| Nr.      | Lage | Offizielle Bezeichnung                                                                                      | Beschreibung | Bild            |
| -------- | --- | --- | --- | --------------- |
| 09046055 | Große-Leege-Straße 68–82 Goeckestraße 11–23 Simon-Bolivar-Straße 42A–43E Strausberger Straße 12A–13C (Lage) | Vorgärten und Gartenhöfe der Wohnsiedlung Flußpferdhof                                                      | Gartenhöfe, angelegt 1932 Entwurf und Ausführung: Paul Louis Adolf Mebes und Paul Emmerich; Bauherr: Gemeinnützige Wohnungsbau AG (siehe auch Gesamtanlage Flußpferdhof) | Gartenhöfe      |
| 09046055 | Große-Leege-Straße 68–82 Goeckestraße 11–23 Simon-Bolivar-Straße 42A–43E Strausberger Straße 12A–13C (Lage) | Vorgärten und Gartenhöfe der Wohnsiedlung Flußpferdhof                                                      | Vorgärten |                 |
| 09046052 | Konrad-Wolf-Straße 31–32 (Lage)                                                                             | Ehrenhain auf dem Friedhof der St. Hedwigs-Gemeinde für belgische, holländische und sowjetische Kriegsopfer | Datierung 1890 Bauherr: St. Hedwigs-Gemeinde (siehe auch Gesamtanlage Friedhof der St. Hedwig- und St. Pius-Gemeinde)                                                    | Ehrenhain       |
| 09046052 | Konrad-Wolf-Straße 31–32 (Lage)                                                                             | Ehrenhain auf dem Friedhof der St. Hedwigs-Gemeinde für belgische, holländische und sowjetische Kriegsopfer | Ehrenhain in der westlichen Ecke |                 |
| 09046053 | Waldowstraße 64 (Lage)                                                                                      | Vorgarten mit Einfriedung                                                                                   | Datierung 1908 Bauherr: Wilhelm Daubitz | Waldowstraße 64 |

## Bodendenkmal
| Nr.      | Lage                  | Offizielle Bezeichnung        | Beschreibung                      | Bild |
| -------- | --------------------- | ----------------------------- | --------------------------------- | ---- |
| 09012513 | Hauptstraße 44 (Lage) | Gutshof und Vorgängerbebauung | Datierung 13. bis 17. Jahrhundert |      |